# Petri Virtanen
Petri Virtanen (ur. 18 września 1980 w Jyväskylä) – fiński koszykarz. Obecnie gra w Joensuun Kataja. 

## Przebieg kariery
- Säynätsalon Riento (1998 – 2001)
- BC Jyväskylä (2001 – 2003)
- TTÜ/A. Le Coq (2003)
- Solna Vikings (2003 – 2004)
- Porvoon Tarmo (2004 – 2005)
- Joensuun Kataja (2005 – 2007)
- Lappeenrannan NMKY (2007 – 2008)
- Joensuun Kataja (2008 – obecnie)

## Osiągnięcia
Indywidualne
- MVP krajowy ligi fińskiej (2003, 2006)
- Uczestnik Eurochallenge All-Star Game 2008